# Transport kolejowy w Koninie
Początki kolei w Koninie sięgają pierwszej dekady XX wieku, kiedy to w ówczesnej wsi Gosławice powstała wąskotorowa linia kolejowa dowożąca buraki do Cukrowni Gosławice. W obecnych granicach miasta znajduje się jedna stacja i osiem przystanków normalnotorowych, z czego tylko jeden obsługuje pasażerów. Przez stację Konin przebiega międzynarodowa linia kolejowa E 20 (Berlin – Moskwa).

## Historia
Pierwsze plany stworzenia połączenia Poznań – Konin – Warszawa powstały w połowie XIX stulecia, zapoczątkowane przez kupców i przemysłowców, zarówno z zaboru pruskiego, jak i rosyjskiego. Plany te skazane były jednak na fiasko z powodu polityki militarnej Rosji. Carska Rosja, przewidując wojnę z Prusami, blokowała budowę kolei żelaznych na zachód od linii Wisły. Chciała w ten sposób ograniczyć możliwość przejęcia kolei przez przeciwnika, spowalniając jego natarcie. Mimo tego, powstawały w zaborze rosyjskim linie o różnym rozstawie szyn, które jednak omijały Konin.
Taki stan rzeczy utrzymywał się do drugiej dekady XX wieku. Powstanie kolei w ówczesnej podkonińskiej wsi Gosławice związane jest z rozpoczęciem, we wrześniu 1911 roku, budowy cukrowni. Miesiąc później, włodarze zakładu zlecili firmie Orenstein & Koppel – Arthur Koppel AG opracowanie projektu i wykonanie prac przy budowie kolei wąskotorowej. W związku z prywatnym finansowaniem inwestycji, prace przebiegały szybko – między kwietniem a listopadem 1912 roku powstał około 30-kilometrowy odcinek o rozstawie 750 mm, łączący cukrownię ze stacją graniczną w Anastazewie.
Podczas I wojny światowej, tereny regionu konińskiego zostały przejęte przez wojska niemieckie. Do końca 1914 roku oddano do użytku nowy odcinek linii z Pątnowa Małego do wsi Czarków. Na początku następnego roku, okupant zorganizował prowizoryczny dworzec, tworząc tym samym pierwszą konińską stację.

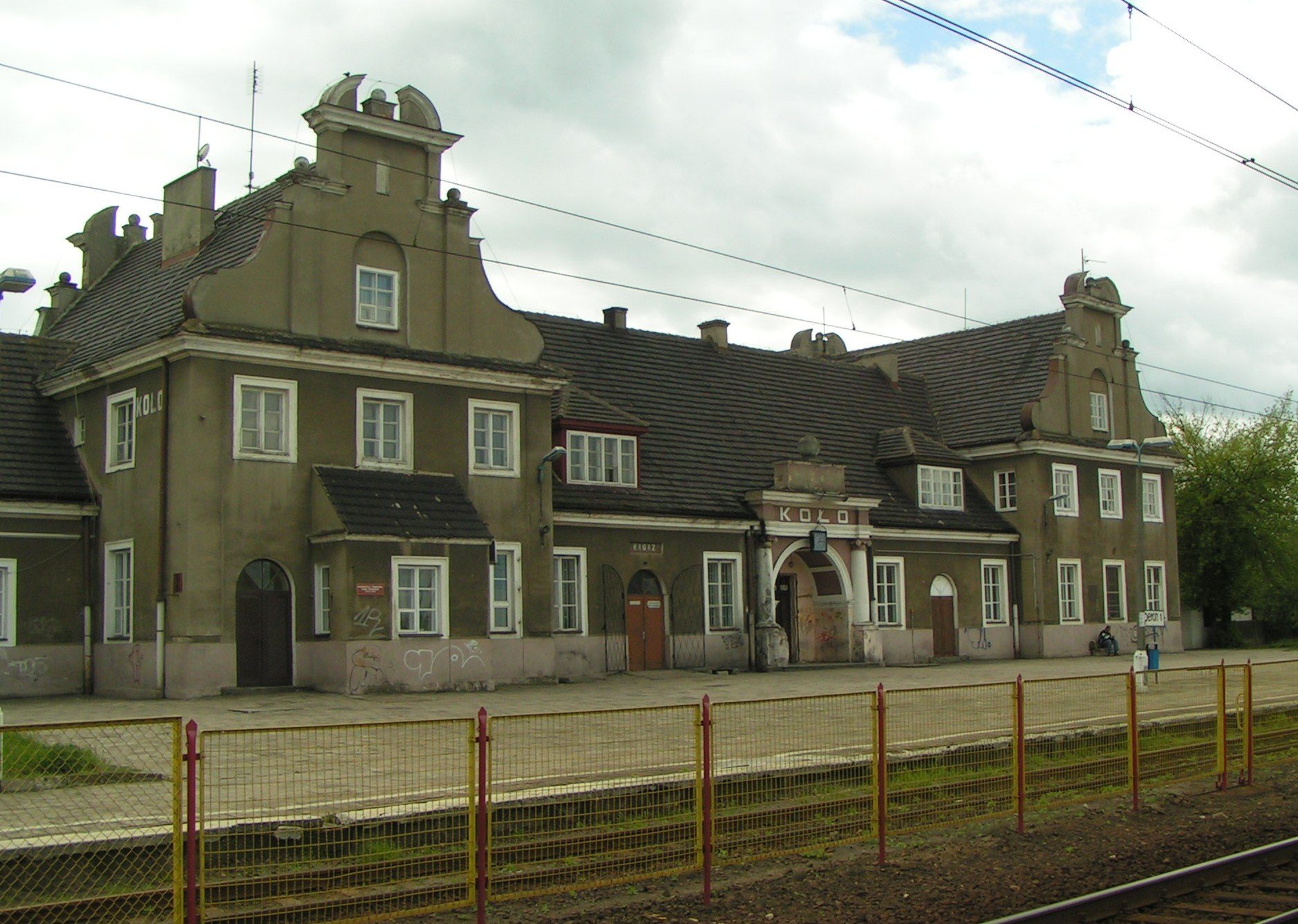
Bliźniaczy do kolskiego dworca budynek stał w Koninie od około 1926 do 1977 roku

Wkrótce po odzyskaniu przez Polskę niepodległości, przystąpiono do odbudowy oraz tworzenia nowych linii kolejowych. W kwietniu 1919 roku, stosowną uchwałą, podjęto decyzję o budowie odcinka linii kolejowej Strzałkowo – Konin – Kutno, dzięki czemu możliwa była bezpośrednia podróż z Poznania do Warszawy. Prace przy linii, przerywane wielokrotnie wojną polsko-bolszewicką i brakami materiałów, zakończono ostatecznie w listopadzie 1925 roku. Pod koniec tego samego roku oddano do użytku bocznicę kolejową do gosławickiej cukrowni. W roku 1920, wraz z organizowaniem stacji normalnotorowej, zmieniono także przebieg linii wąskotorowej, która kończyła się odtąd w północnej części stacji. W trzeciej dekadzie XX stulecia powstały plany budowy magistrali węglowej przez Konin, jednak wybrano projekt omijający miasto.
We wrześniu 1939 roku III Rzesza zaatakowała Polskę. W pierwszym tygodniu przeprowadzono dwa naloty bombowców nurkujących Junkers Ju 87 na konińską stację, czego skutkiem były ofiary wśród ludności cywilnej i pracowników kolei, uszkodzenie dworca i infrastruktury kolejowej oraz przerwanie połączenia kolejowego na linii wschód-zachód. W listopadzie, kolej w Wielkopolsce włączono do Reichsbahndirektion Posen i szybko rozpoczęto przywracanie przejezdności uszkodzonych we wrześniu linii. Latem 1940 roku w obliczu przygotowań do ataku Niemiec na ZSRR wprowadzono Program Otto, który miał na celu rozbudowę i modernizację najważniejszych arterii komunikacyjnych, m.in. linii kolejowej Poznań – Konin – Kutno. Do 1943 roku okupant wybudował drugi tor na odcinku Poznań – Konin – Kutno oraz wzniósł m.in. w Koninie wiele obiektów służących kolei: nastawnie, parowozownię, wieżę ciśnień, obrotnicę i budynki dla kolejarzy. Również sama stacja została rozbudowana o dodatkowe tory do obsługi pociągów pasażerskich, towarowych oraz do prac manewrowych. W drugiej połowie 1943 szala zwycięstwa w wojnie zaczęła przechylać się na stronę aliantów, wskutek czego Niemcy wygaszali prace nad dalszymi inwestycjami w kolej. W styczniu 1945 roku do Konina wkroczyła Armia Czerwona, a w lutym na linii wschód-zachód zmieniono rozstaw szyn z 1435 na 1524 mm dla celów radzieckich transportów wojskowych.
Po zakończeniu działań wojennych, torowisko ponownie przekuto na rozstaw normalnotorowy, a stacja wraz z linią przeszła pod zarząd Dyrekcji Okręgowej Kolei Państwowych Łódź. Od początku lat 50. XX wieku, zgodnie z planem sześcioletnim, nastąpiło ożywienie gospodarki, w tym także transportu kolejowego. Zwiększono wtedy przepustowość linii normalnotorowej przebiegającej przez miasto, rozbudowano dworzec wąskotorowy oraz wybudowano murowaną szopę dla parowozów. W tej samej dekadzie niemiecką parowozownię przekształcono w wagonownię I klasy, przy której zorganizowano kolejową straż pożarną. 1 lipca 1958 roku zlikwidowano DOKP Łódź, a stacja Konin została przyłączona do DOKP Poznań. W kolejnym roku przerzucono nad torami obecnej linii kolejowej nr 3 w ciągu ulicy Przemysłowej żelbetowy wiadukt.
W marcu 1961 roku rozpoczęto prace nad elektryfikacją linii Poznań – Konin – Kutno. 29 września 1962 roku z Kutna do Konina przyjechał pierwszy pociąg prowadzony trakcją elektryczną. Prawie 19 miesięcy później, pociągiem elektrycznym można było dojechać także do Poznania. Elektryfikacja pociągnęła za sobą również modernizację sterowania ruchem, przebudowę torowisk i peronów oraz budowę tunelu do obsługi peronu nr 2. W 1965 roku, wraz z ekspansją KWB „Konin” na północ od miasta, zlikwidowano część wąskotorowej linii na odcinku Jabłonka Słupecka – Konin Wąskotorowy, kończąc ponad 50-letni okres wąskich torów w Koninie.

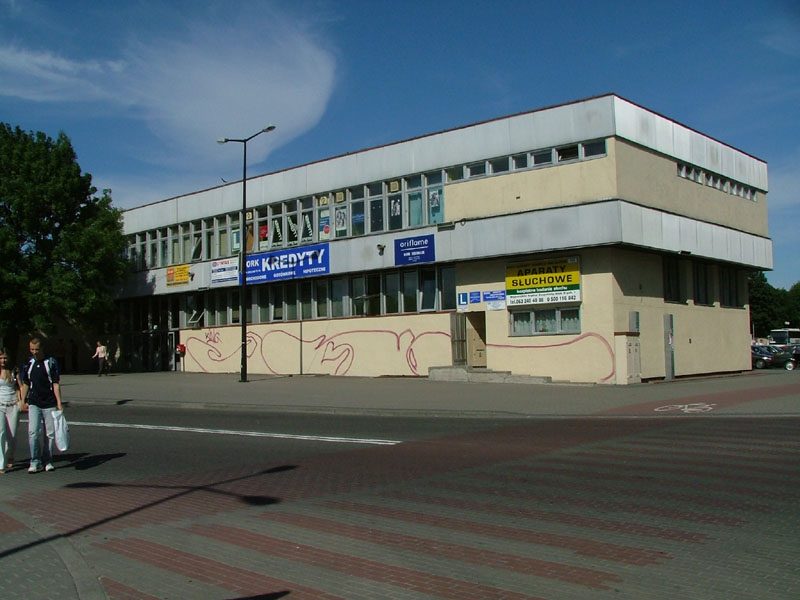
Dworzec kolejowy w Koninie z 1977 roku (stan w 2008)

Pięć lat po rozbiórce torów wąskotorowych, rozpoczęto działania mające na celu ponowne połączenie koleją północnej części regionu z centrum Konina. Do połowy 1974 roku otwarto jednotorową, niezelektryfikowaną linię kolejową ze stacji Konin na północ, przez ówczesne miejscowości Maliniec, Gosławice, Pątnów do Kazimierza Biskupiego. 15-kilometrowa normalnotorowa linia oznaczona przez PKP numerem 388 miała na celu dowóz pracowników do odkrywek KWB „Konin”, elektrowni Konin i Pątnów, huty aluminium oraz Fabryki Urządzeń Górnictwa Odkrywkowego.
W połowie lat 70. XX wieku rozpoczęto budowę nowego murowano-blaszanego budynku dworcowego, mającego w założeniach być dworcem kombinowanym – kolejowym, autobusowym i pocztowym. Zachodnie skrzydło dworca otwarto w lutym 1977 roku, a niedługo potem rozpoczęto rozbiórkę budynku z 1926 roku. Podczas likwidacji starego dworca obcięto fundusze na dalsze prace przy nowym budynku i skrzydło, pierwotnie zarezerwowane dla PKS Konin, zostało przekazane kolei.
Na lata 80. przypadło kilka inwestycji wokół głównej stacji: budowa kładki nad torami na wschód od stacji, przedłużenie tunelu dla podróżnych do osiedla Zatorze oraz wzniesienie ponad torami linii nr 3 Wiaduktu Briańskiego w ciągu ulicy Kleczewskiej. 1 czerwca 1984 roku otwarto dwuperonowy przystanek Konin Zachód w dzielnicy Chorzeń.

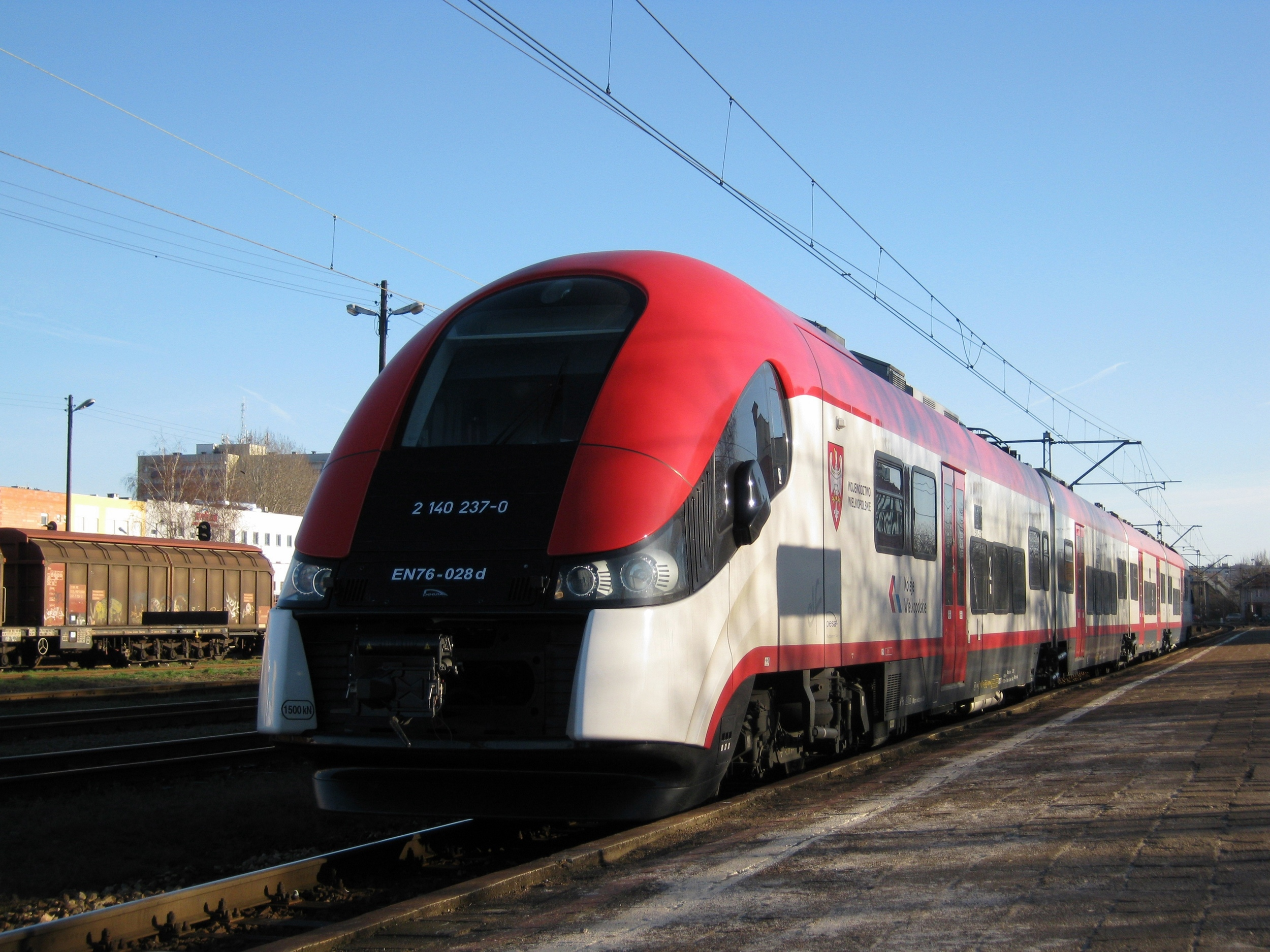
EZT EN76 spółki Koleje Wielkopolskie na stacji w Koninie

Od przełomu lat 80. i 90. XX stulecia następował regres przewozów kolejowych, zarówno pasażerskich, jak i towarowych. W tym czasie zlikwidowano wiele budynków kolejowych. W maju 1995 roku odjechał do Kazimierza Biskupiego ostatni planowy pociąg osobowy. W latach 1998–1999 zmodernizowano torowiska oraz układ sterowania ruchem na linii nr 3.
9 grudnia 2012, wraz z wprowadzeniem nowego rozkładu jazdy 2012/2013, w Koninie pojawiły się pociągi spółki Koleje Wielkopolskie.
W maju 2013 roku zapadła decyzja o głębokiej modernizacji konińskiego dworca, jednak w listopadzie postanowiono obecny gmach wyburzyć i wznieść całkowicie nowy obiekt. Do czerwca 2014 roku miał powstać plan zagospodarowania przestrzennego i projekt bryły dworca, a prace budowlane miały rozpocząć się w 2015 roku. Plany zakładały stworzenie dworca kombinowanego, dla kolei, PKS oraz autobusów międzynarodowych. Budynek miał ponadto zostać przystosowany dla niepełnosprawnych, parking przed dworcem przebudowany, a w dalszej perspektywie zmodernizowane miały zostać także perony. W połowie 2014 roku okazało się, że budowa nowego gmachu opóźni się ze względu na brak inwestora, którego PKP zaczęło poszukiwać w kwietniu. Kolejowa inicjatywa Małe projekty deweloperskie zakłada budowę nowego dworca połączonego z przestrzenią handlowo-biurową, przedstawiając także swoje wizje nowego dworca. Poza Koninem, przebudowie miałyby być także poddane dworce w Mińsku Mazowieckim, Dębicy i Oświęcimiu. Ostatecznie, na początku 2015 roku, udało się pozyskać inwestorów gotowych sfinansować budowę nowego dworca. Koszty inwestycji szacowane są na 38 mln złotych, a prace budowlane miały ruszyć na przełomie 2016 i 2017 roku i potrwać około 12 miesięcy.

## Linie

### Normalnotorowe
Konińska stacja do 2013 roku była stacją węzłową, na której krzyżowały się dwie linie kolejowe – dwutorowa, magistralna, zelektryfikowana linia kolejowa nr 3 oraz jednotorowa niezelektryfikowana linia znaczenia miejscowego, oznaczona do kwietnia 2013 roku numerem 388. Torowisko po linii zostało przekształcone w ciąg bocznicowy Konin – Pątnów, tor 1P.
Linia nr 3 obsługuje zarówno ruch pasażerski, jak i towarowy, natomiast dawna linia 388, od zawieszenia ruchu pasażerskiego w 1996 roku, obsługuje tylko pociągi towarowe.
W 2014 zlikwidowano perony przystanku Pątnów Elektrownia, a w styczniu 2015 rozebrano torowisko na odcinku Pątnów – Kazimierz Biskupi oraz zlikwidowano perony przystanku Pątnów.

### Wąskotorowe
Istniejąca od 1914 roku w Koninie część linii wąskotorowej Anastazewo – Konin Wąskotorowy została, wraz z przystankami, rozebrana w 1965 roku z uwagi na budowę przez KWB Konin odkrywki Kazimierz Południe.

## Punkty eksploatacyjne

### Czynne

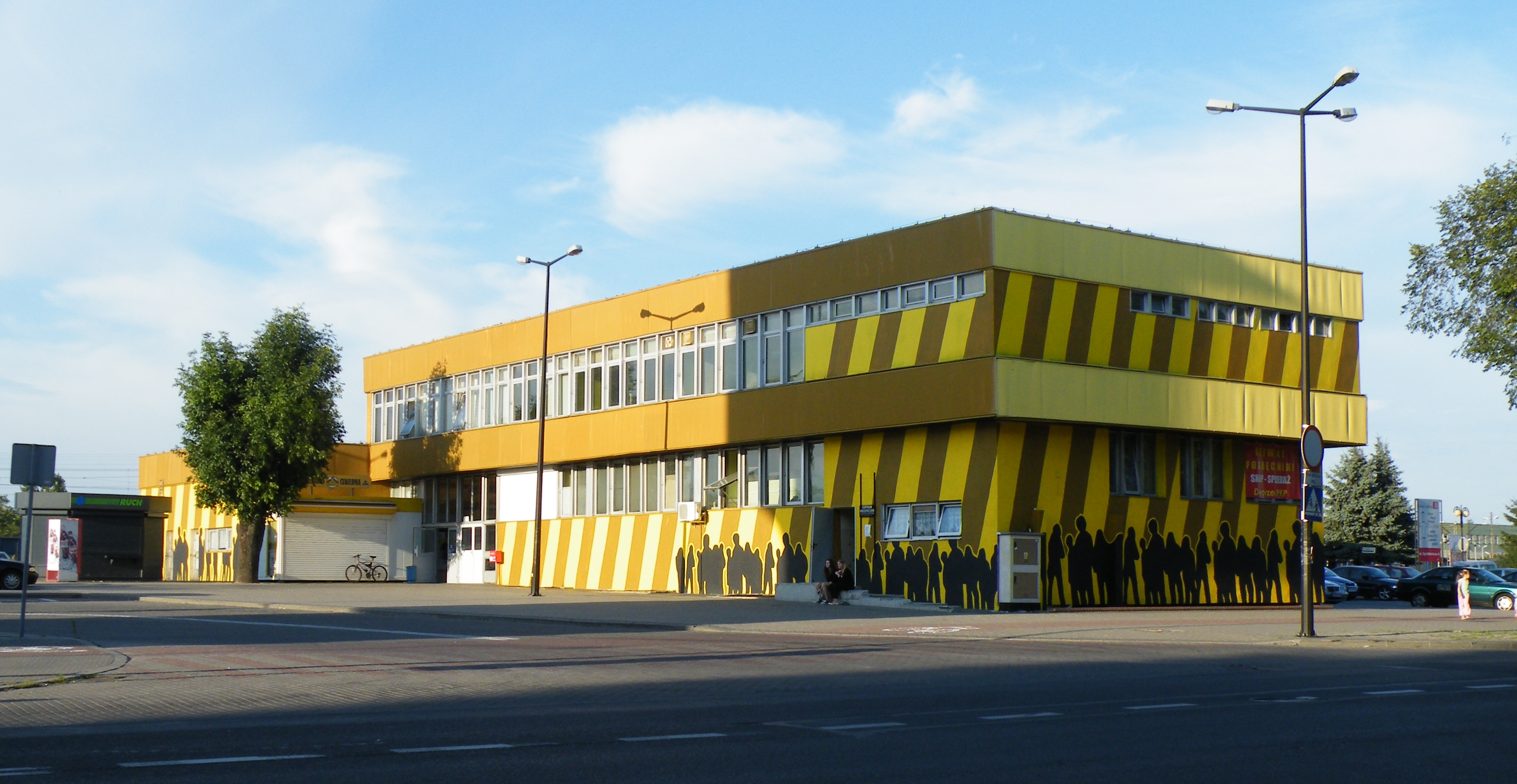
Budynek dworcowy stacji Konin (stan w 2013)

W Koninie znajdują się dwa czynne punkty odprawiające podróżnych – stacja Konin, położona w centrum nowej części miasta przy ulicy Kolejowej 1 oraz przystanek osobowy Konin Zachód znajdujący się przy osiedlu Chorzeń. Oba posterunki znajdują się na linii kolejowej nr 3.
| Nazwa        | Rodzaj             | Rok otwarcia | Liczba krawędzi peronowych | Infrastruktura                                                                    |
| ------------ | ------------------ | ------------ | -------------------------- | --------------------------------------------------------------------------------- |
| Konin        | stacja kolejowa    | 1921         | 5 (3 czynne)               | kasy biletowe automaty biletowe poczekalnia przejścia podziemne wieża wodna rampy |
| Konin Zachód | przystanek osobowy | 1986         | 2                          |                                                                                   |
| [ 22 ]       | [ 22 ]             | [ 14 ]       | [ 23 ]                     |                                                                                   |

### Nieczynne normalnotorowe
Na linii nr 388 w latach 1974–1996 użytkowanych było sześć przystanków osobowych.
| Nazwa          | Rodzaj             | Rok otwarcia | Rok zamknięcia |
| -------------- | ------------------ | ------------ | -------------- |
| Gosławice      | przystanek osobowy | 1974         | 1996           |
| Konin Marantów | przystanek osobowy | 1974         | 1996           |
| Konin Niesłusz | przystanek osobowy | 1974         | 1996           |
| Maliniec       | przystanek osobowy | 1974         | 1996           |
| Pątnów         | przystanek osobowy | 1974         | 1996           |
| [ 14 ]         |                    |              |                |

### Zlikwidowane normalnotorowe
| Nazwa              | Rodzaj             | Rok otwarcia | Rok zamknięcia | Rok likwidacji |        |
| ------------------ | ------------------ | ------------ | -------------- | -------------- | ------ |
| Pątnów Elektrownia | przystanek osobowy | 1974         | 1996           | 2014           | [ 24 ] |

### Zlikwidowane wąskotorowe
Od roku 1914 w Koninie i okolicach istniało sześć przystanków i jedna stacja kolei wąskotorowej. Wszystkie obiekty zostały zlikwidowane wraz z rozbiórką linii Jabłonka Słupecka – Konin Wąskotorowy w 1965 roku.
| Nazwa                                             | Rodzaj             | Rok otwarcia | Rok zamknięcia | Rok likwidacji |
| ------------------------------------------------- | ------------------ | ------------ | -------------- | -------------- |
| Gosławice Wąskotorowe                             | przystanek osobowy | 1914         | 1965           | 1965           |
| Konin Czarków                                     | przystanek osobowy | 1915         | 1965           | 1965           |
| Konin Wąskotorowy (niem. Konin Schmalspurbahnhof) | stacja kolejowa    | 1921         | 1965           | 1965           |
| Maliniec                                          | przystanek osobowy | 1915         | 1965           | 1965           |
| Marantów                                          | przystanek osobowy | 1915         | 1965           | 1965           |
| Pątnów                                            | przystanek osobowy | 1914         | 1965           | 1965           |
| Pątnów Mały                                       | przystanek osobowy | 1914         | 1965           | 1965           |
| [ 9 ]                                             |                    |              |                |                |

### Bocznice normalnotorowe
Źródła: 
| Bocznica                                                                                  | Rodzaj   | Ze stacji Od linii |
| ----------------------------------------------------------------------------------------- | -------- | ------------------ |
| Brykietowni KWB Konin (ob. KWB „Konin”)                                                   | szlakowa | LK 388             |
| CMC Centrozłom                                                                            | stacyjna | st. Konin          |
| Cukrowni Gosławice (zlikwidowana)                                                         | stacyjna | st. Konin          |
| Elektrowni Konin (ob. Lafarge Cement Polska)                                              | szlakowa | LK 388             |
| Elektrowni Pątnów                                                                         | szlakowa | LK 388             |
| Fabryki Urządzeń Górnictwa Odkrywkowego                                                   | szlakowa | LK 388             |
| Huty Aluminium Konin                                                                      | stacyjna | st. Konin          |
| Konińskiego Przedsiębiorstwa Budowlanego (ob. Kon-Bet)                                    | stacyjna | st. Konin          |
| Państwowych Zakładów Zbożowych (ob. Exspress Polska)                                      | stacyjna | st. Konin          |
| Poznańskiej Centrali Materiałów Budowlanych                                               | stacyjna | st. Konin          |
| Torpolu                                                                                   | stacyjna | st. Konin          |
| Wojewódzkiego Przedsiębiorstwa Energetyki Cieplnej i Gazownictwa Energogaz (ob. POL-DRÓG) | szlakowa | LK 388             |

## Koleje Górnicze KWB Konin

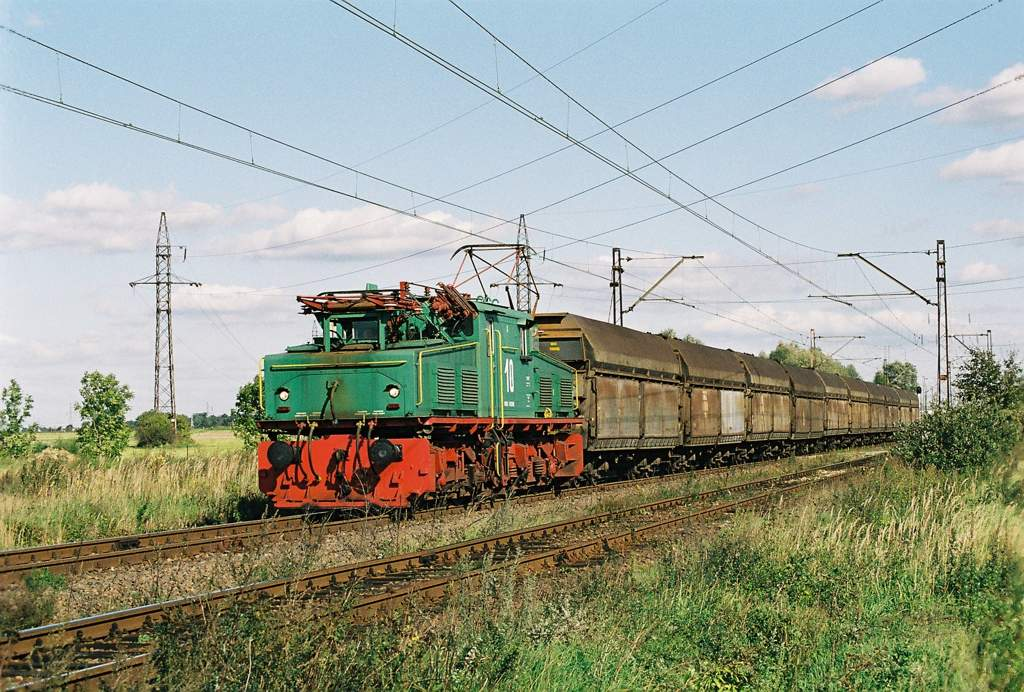
LEW EL2 w pobliżu elektrowni Pątnów

Na terenie miasta Konin oraz powiatu konińskiego znajduje się bocznica kolejowa obsługiwana przez Koleje Górnicze KWB Konin. Koleje te świadczą przewozy węgla brunatnego z odkrywek kopalni do elektrowni Pątnów i Konin. Po torowisku długości około 100 kilometrów poruszają się wahadłowo pociągi złożone z lokomotywy elektrycznej LEW EL2 oraz dziesięciu wagonów samowyładowczych. W 2000 roku, zarządzeniem Ministra Transportu i Gospodarki Morskiej, wprowadzono unikatowy w skali kraju ruch składów pchanych w miejscach, gdzie niemożliwe jest zawrócenie czy zmiana czoła pociągu.
Pierwszym środkiem, którym transportowano węgiel była wybudowana przez niemieckiego okupanta podczas II wojny światowej kolejka łańcuchowa o prześwicie 500 mm oraz bezkolizyjna kolej linowa w ciągu obecnej ulicy Wyspiańskiego. Do 1954 roku, napowietrzna kolej o długości 1381,76 metra, dostarczała do pracującej w latach 1946–1994 brykietowni węgiel z odkrywki Morzysław. Kolejkę linową rozebrano pod koniec lat 50. XX wieku. Do wywożenia nadkładu, a w późniejszym okresie węgla, używano wąskotorowych pociągów, pierwotnie parowych i spalinowych, później także elektrycznych. Od 1960 roku, na odkrywce Pątnów do wywożenia nadkładu, a dwa lata później węgla, zaczęto używać taboru normalnotorowego, obsługiwanego od początku lokomotywami typu EL2. W związku z kłopotliwą obsługą tymczasowych torowisk w rejonie odkrywek, w 1963 roku na odkrywce Kazimierz zrezygnowano z kolei przy wywożeniu nadkładu, zastępując go ciągiem technologicznym K–T–Z (koparka – taśmociąg – zwałowarka). Od tamtej pory węgiel transportowany jest do załadowni przenośnikami taśmowymi i stamtąd przerzucany na wagony pociągów, zabierające kopalinę do elektrowni.